# Феодосий (Пайкуш)
Епи́скоп Феодо́сий (укр. Єпископ Феодосій, в миру Ио́сиф Васи́льевич Пайкуш, укр. Йосип Васильович Пайкуш; род. 4 декабря 1955, Нагуевичи, Дрогобычский район, Львовская область, Украинская ССР — 31 декабря 2012, Киев, Украина) — архиерей Украинской православной церкви Киевского патриархата, епископ Васильковский, викарий Киевской епархии (2006—2007, 2011—2012), наместник Феодосиевского монастыря.

## Биография
Родился 4 декабря 1955 года в Нагуевичах, Дрогобычского района Львовской области.
С 1962 по 1972 год обучался в сельской средней школе. В 1975 году окончил сельскохозяйственный техникум в городе Стрый.
С 1975 по 1977 год служит в рядах Советской армии.
С 1977 года работал на заводе и пел в хоре Свято-Троицкой церкви в Дрогобыче.
В 1990 году поступил в Киевскую духовную семинарию, а курс семинарского образования завершил в 1993 году в Тернопольской духовной семинарии.
17 февраля 1991 года архиепископом Тернопольским и Бучачским Василием (Боднарчуком) (УАПЦ) был рукоположен в сан диакона, 14 апреля 1991 года — в сан пресвитера. Совершал священническое служение в Зборовском благочинии, в том числе в должности благочинного (декана), а также построил храм.
В 2002 году поступил в клир Сумской епархии УПЦ КП, а с 2003 года находился в клире Черниговской епархии УПЦ КП.
4 апреля 2003 года епископом Черниговским и Нежинским Михаилом (Зинкевичем) пострижен в монашество с наречением имени Феодосий (в честь святителя Феодосия, архиепископа Черниговского).
14 октября 2003 года возведён в достоинство игумена, а 16 мая 2004 года — архимандрита.

### Епископское служение
28 июля 2004 года во Владимирском кафедральном соборе Киева был хиротонисан в сан епископа Черниговского и Нежинского. За время управления епархией провёл ремонтно-реставрационные работы в здании епархиального управления.
13 мая 2011 года был назначен епископом Васильковским, викарием Киевской епархии, а 20 июля 2011 года — наместником Феодосиевского монастыря в Киеве. В течение своего служения в монастыре провёл основательные ремонтные работы в храме и монастырских помещениях.
31 декабря 2012 года, в связи с простудой и последовавшим инфарктом, скончался в Феодосиевском монастыре в Киеве. 3 января 2013 года отпевание было совершено в Феодосиевском монастыре. Похоронен был на своей родине.

## Награды
- Орден Христа Спасителя
- Орден святого равноапостольного князя Владимира Великого II степени
- Орден Архистратига Михаила